# Главы Нефтекамска
Главы Нефтекамска — перечень руководителей города Нефтекамск Республики Башкортостан Российской Федерации. Всего 14 человек занимали пост градоначальника, имевший в разные годы различное именование. Действующий с 2022 года Глава администрации городского округа г. Нефтекамск Республики Башкортостан — Валидов, Эльдар Сергеевич.

## Именование руководителя города
Председатель исполнительного комитета Нефтекамского городского Совета депутатов трудящихся Башкирской АССР
Председатель исполнительного комитета Нефтекамского городского Совета народных депутатов трудящихся Башкирской ССР
Глава администрации, мэр г. Нефтекамска Республики Башкортостан
Глава администрации г. Нефтекамска Республики Башкортостан
Глава администрации городского округа г. Нефтекамск Республики Башкортостан

## Перечень
В списке в хронологическом порядке указаны руководители города.

### Председатель совета, исполкома
- 11 марта 1963 г. — 21 декабря 1967 г. Ахмадеев, Мухамет Шайхутдинович
- 21 декабря 1967 г. — 10 декабря 1970 г. Хуснутдинов, Табрис Фаляхович
- 10 декабря 1970 г. — 15 мая 1975 г. Гардамшин, Талгат Зинанович
- 15 мая 1975 г. — 4 октября 1988 г. Аюпов, Виль Закиевич
- 4 октября 1988 г. — 13 ноября 1990 г., 23 апреля 1991 г. — 19 марта 1992 г. Багаутдинов, Марат Рифович
- 13 ноября 1990 г. — 23 апреля 1991 г. Макаров, Владимир Юрьевич

### Главы администрации
- 12 мая 1992 г. — 3 декабря 1994 г. — Курманов, Салават Закиевич
- 3 декабря 1994 г. — 14 апреля 2003 г. — Лим, Игорь Николаевич
- 14 апреля 2003 г. — 24 января 2006 г. — Гарифуллин, Илюс Фагитович
- 16 февраля 2006 г. — 2010 г. — Руденко, Олег Анатольевич
- 26 ноября 2010 г. — 2011 г. — Громов, Владимир Борисович
- январь 2012 г. — январь 2014 г. — Гарифуллин, Илюс Фагитович
- 1 апреля 2014 г. — март 2019 г. — Давлетов, Рашит Мустафович
- март 2019 г. — февраль 2022 г. — Мавлиев, Ратмир Рафилович
- с 18 марта 2022 г. по настоящее время — Валидов, Эльдар Сергеевич